# Base Aérea de Getafe

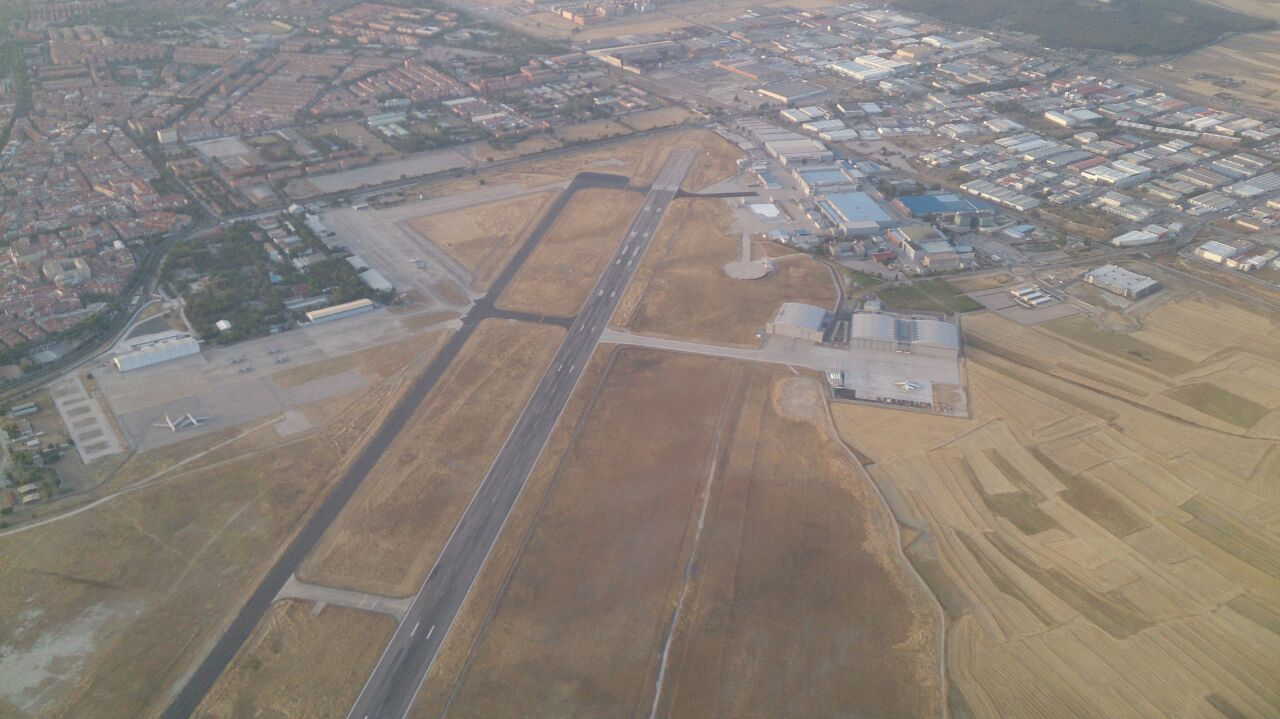
Vista aérea de la Base Aérea de Getafe.

La Base Aérea de Getafe (código OACI: LEGT) es una base aérea militar situada en Getafe, 14 km al sur de Madrid. 
Las instalaciones, situadas a 620 m sobre el nivel del mar, cuentan con una única pista de aterrizaje y despegue de 3,06 km de longitud. Se trata de una de las primeras bases aéreas de España y donde Juan de la Cierva hizo volar el primer autogiro.
Esta base aérea se establece de forma permanente en 1920 (11 años antes que el de Barajas), y dos años después se crea la Escuela de Aviación Civil. Desde entonces, se han sucedido las ampliaciones y reformas de la misma, hasta el día de hoy.

## Uso civil

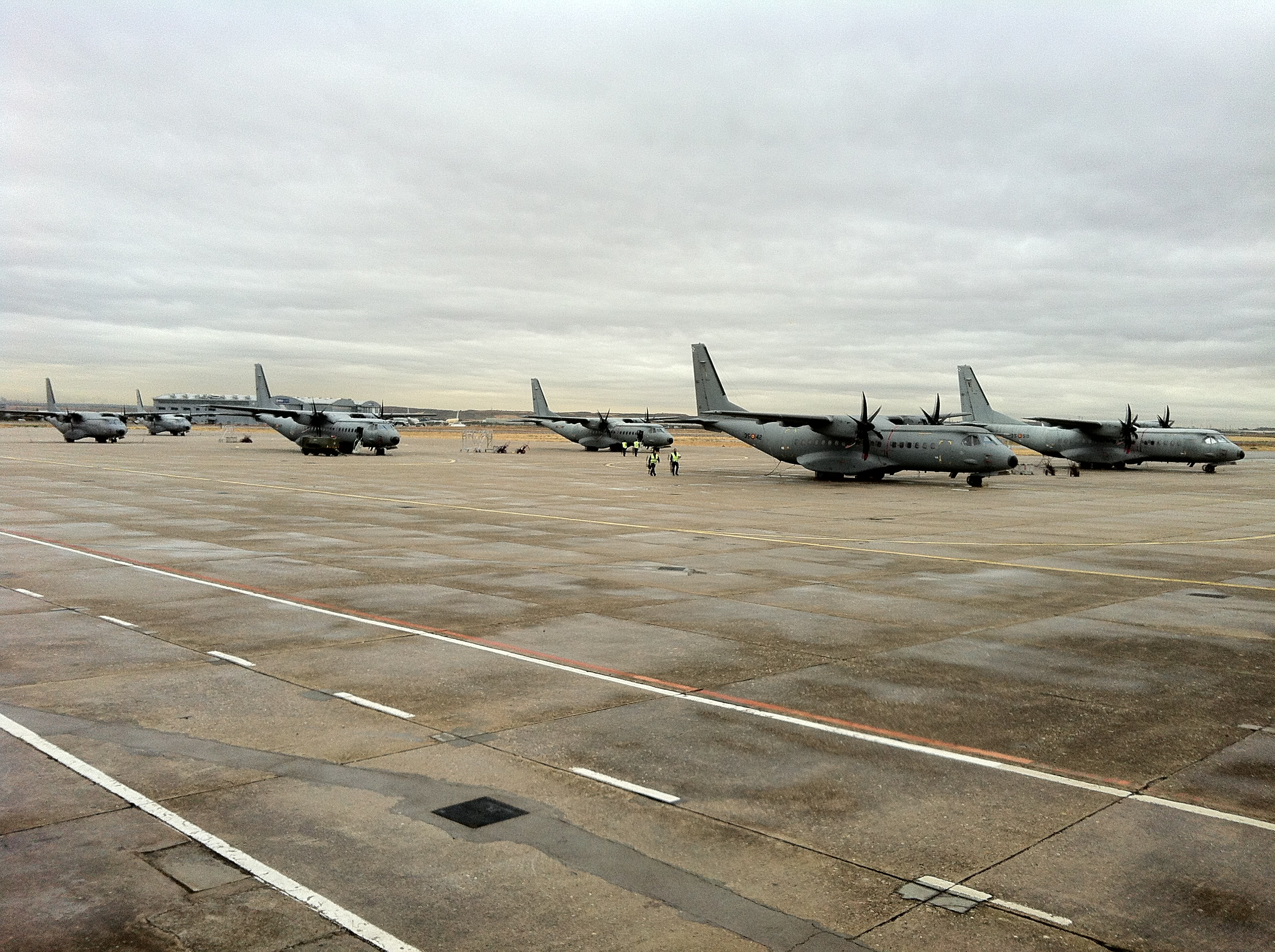
Aviones CASA C-295 en la base en 2012.

El aeropuerto de Getafe fue en sus inicios el principal aeropuerto de Madrid, ofreciendo un uso civil con múltiples rutas nacionales e internacionales. El aeropuerto llegó a convertirse en el aeropuerto nacional con mayor uso civil entre 1930 y 1931.
Hoy en día, aparte del uso militar, la factoría que perteneció a CASA y actualmente forma parte del grupo europeo Airbus está situada junto a la base, y al lado de una línea de ferrocarril, usa a menudo sus instalaciones para llevar a Toulouse piezas de Airbus que construye ahí Airbus España. En una instalación anexa se montan los Eurofighters destinados a España. El tráfico civil que registra la base es escaso, siendo su uso principal y mayoritario el destinado a las operaciones aéreas militares. 
Airbus también lleva a cabo en las instalaciones anexas a la base el mantenimiento de diversas aeronaves del Ejército del Aire y del Espacio, así como programas de mejora y modernización de estas aeronaves, utilizando para ello la pista de la base aérea.
El Ayuntamiento de Getafe siempre ha sido un firme partidario del mantenimiento de las instalaciones de Airbus y de la Base Aérea del Ejército del Aire y del Espacio, a las cuales las ve como complementarias y responsables del tejido industrial-aeronáutico de la ciudad.

## Guarnición
La unidad militar principal que opera desde la Base Aérea de Getafe es el Ala 35 de transporte, cuyo Coronel es asimismo el Jefe de la Base.  
El Ala 35 opera con aviones:
- CASA CN-235 designados en el Ejército del Aire y del Espacio como T.19-A  (dos unidades para misiones vip), así como T.19-B (dieciocho unidades de transporte logístico) y

- CASA C-295 designados en el Ejército del Aire y del Espacio como T.21 (nueve unidades de transporte logístico).

El 42 Grupo de FF.AA. (el 422 Escuadrón del 42 Grupo se traslada a la Base Aérea de Villanubla, Valladolid. 
El 421 Escuadrón lo absorbe el Centro Cartográfico y fotográfico de Cuatro Vientos, CECAF), pasando a denominarse 409 Escuadrón CECAF-Getafe, que muy pronto pasará a formar parte de la Base aérea de Getafe incluyendo en sus funciones las de enlace vip que ya realizaba el 42 Grupo de FF.AA (funciones de enlace y entrenamiento) y el Centro de Farmacia de Madrid (CEFARMA). 
En la actualidad, comparten ubicación en esta base aérea el ya nombrado Ala 35, así como una parte del CECAF y las unidades de Ala fija del Ala 48 (803 Escuadrón) del SAR.

Bases Aéreas del Ejército del Aire y del Espacio de España.